# Митино (Ореховское сельское поселение)
Митино — деревня в Ореховском сельском поселении Галичского района Костромской области России.

## История
Согласно Спискам населенных мест Российской империи в 1872 году деревня Большое Митино относилась к 1 стану Галичского уезда Костромской губернии. В ней числилось 14 дворов, проживало 37 мужчин и 52 женщины.
Согласно переписи населения 1897 года в деревне Большое Митино проживало 136 человек (64 мужчины и 72 женщины).
Согласно Списку населенных мест Костромской губернии в 1907 году деревня Большое Митино относилась к Котельской волости Галичского уезда Костромской губернии. По сведениям волостного правления за 1907 год в ней числилось 27 крестьянских дворов и 160 жителей. Основными занятиями жителей деревни, помимо земледелия, был плотницкий промысел и извоз.
До муниципальной реформы 2010 года деревня также входила в состав Ореховского сельского поселения.

## Население
| 2008 | 2010 | 2012 | 2014 |
| ---- | ---- | ---- | ---- |
| 0    | →0   | →0   | →0   |